# Łuki (obwód mohylewski)
Łuki (biał. Лукі; ros. Луки) – wieś na Białorusi, w obwodzie mohylewskim, w rejonie horeckim, w sielsowiecie Lenino. W 2009 roku liczyła 8 mieszkańców.